# Biskupi Basse-Terre
Biskupi Basse-Terre – lista biskupów pełniących swoją posługę duszpasterską w diecezji Basse-Terre.

## Biskupi Gwadelupy w Basse-Terre
| L.p. | Lata rządów | Imię i nazwisko                      |
| ---- | ----------- | ------------------------------------ |
| 1.   | 1850–1853   | bp Pierre-Marie-Gervais Lacarrière   |
| 2.   | 1853–1860   | bp Théodore-Augustin Forcade, M.E.P. |
| 3.   | 1862–1868   | bp Antoine Boutonnet                 |
| 4.   | 1870–1872   | bp Joseph-Clair Reyne                |
| 5.   | 1873–1883   | bp François-Benjamin-Joseph Blanger  |
| 6.   | 1885–1886   | bp Fédéric-Henri Oury                |
| *    | 1892–1898   | abp Dominique-Clément-Marie Soulé    |
| 7.   | 1899–1901   | bp Pierre-Marie Avon                 |
| 8.   | 1901–1907   | bp Emmanuel-François Canappe         |
| 9.   | 1912–1945   | bp Pierre-Louis Genoud, C.S.Sp       |
| 10.  | 1945–1951   | bp Jean Gay, C.S.Sp.                 |

## Biskupi Basse-Terre (od 1951 r.)

### Ordynariusze
| L.p. | Lata rządów | Imię i nazwisko                                    |
| ---- | ----------- | -------------------------------------------------- |
| 10.  | 1951–1968   | bp Jean Gay, C.S.Sp.                               |
| *    | 1968–1970   | abp Gérard-Paul-Louis-Marie de Milleville, C.S.Sp. |
| 11.  | 1970–1984   | bp Siméon Oualli                                   |
| 12.  | 1984–2008   | bp Ernest Cabo                                     |
| 13.  | 2012–2021   | bp Jean-Yves Riocreux                              |

### Biskupi pomocniczy
- 1943–1945: bp Jean Gay, C.S.Sp., koadiutor, biskup tytularny Aezani
- 1983–1984: bp Ernest Cabo, biskup tytularny Bocconia